# 동아교통 노동조합
동아교통노동조합은 1981년 출범한 택시 노동조합이다 상급단체는 전국택시노동조합연맹이다.